# 阿萊克西斯 (1985年)
阿萊克西斯（西班牙語：Alexis；1985年8月4日—）是一位西班牙足球運動員。在場上的位置是後衛。他現在效力於西班牙足球乙二级联赛球隊桑坦德。他也曾效力於塞維利亞等球隊。